# Península de Samaná
La Península de Samaná es una península en la República Dominicana situada en la provincia de Samaná. La península de Samaná está conectada con el resto del estado por el istmo de Samaná. La península contiene muchas playas, especialmente en la ciudad de Santa Bárbara de Samaná. Contiene 3 ríos. Las principales carreteras son la DR-5 y la autopista de Samaná que lleva desde la península a Santo Domingo. La península también contiene el Aeropuerto Internacional El Catey Samaná y por último, tiene mucha economía agrícola y turismo.

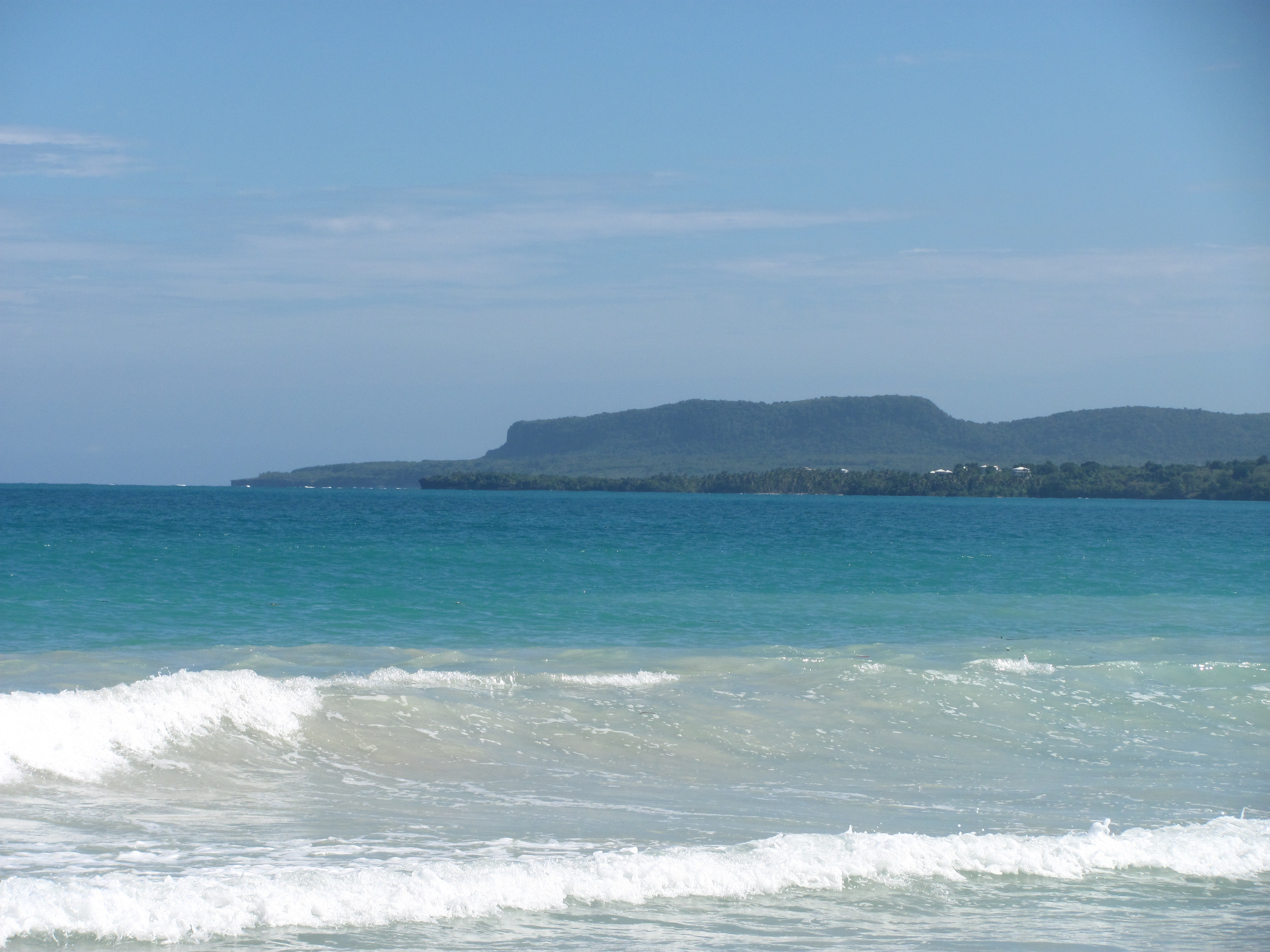
Cabo Samaná, en el extremo oriental de la península

## Programas de TV
Esta península ha comenzado a tener mayor popularidad internacional debido a que es el lugar en el que se graba el programa español "La isla de las tentaciones", un reality show (Telerrealidad) en el que cinco parejas son separadas en dos villas en las que son seducidos por otras personas, poniéndose a prueba. Este espectáculo se graba concretamente en el complejo "Los Nómadas", que ofrece lujosas villas de alquiler frente a la playa Coscón.
- Datos: Q2279055
- Multimedia: Samaná / Q2279055